# 西園寺婉子
西園寺 婉子（さいおんじ えんし、？－暦応2年/延元4年4月14日（1339年5月23日）は、鎌倉時代末期の関白二条道平の正室。右大臣西園寺公顕の娘。関白二条良基及び権大納言二条良忠の生母。
『花園天皇宸記』文保元年3月4日条裏書に関白正室である婉子に与えられる筈であった従三位の位記が本来の予定であった前年の正月より遅れて本日授与されたことが記されており、前年の正和5年（1316年）1月の段階で道平の正室となっており、従三位が叙位されたことが明らかとなる。その後、元応2年（1320年）には嫡男・良基を、翌年には弟の良忠を生んでいる。
『公卿補任』暦応2年条の注記によって、当時権大納言であった二条良基が母の死によって喪に服したことが記されており、この時に没したことが判明している。